# Contea di Solano
La contea di Solano, in inglese Solano County, si trova nella parte centrale della California, negli Stati Uniti d'America. Fa parte della San Francisco Bay Area. Nel 2014 la sua popolazione ammontava a 431 131 abitanti. Il capoluogo di contea è Fairfield.

## Geografia fisica
La contea si trova nel centro-ovest dello Stato, a nord-est della San Francisco Bay Area. A sud si affaccia sulla baia Suisun e parte del confine è dato dal fiume Sacramento. Si colloca prevalentemente nella valle del Sacramento, mentre a ovest si innalzano le montagne.

### Contee confinanti
- Contea di Yolo - nord
- Contea di Sacramento - est
- Contea di Contra Costa - sud
- Contea di Marin - sud-ovest
- Contea di Sonoma - sud-ovest
- Contea di Napa - ovest

## Storia
Quando arrivarono gli spagnoli, l'area era abitata da nativi Patwin. La contea è una delle 27 contee originarie della California e fu fondata nel 1850. Il nome deriva dal missionario francescano Francisco Solano, con cui venne battezzato il capo di una delle tribù native.

## Comuni[7]

### Cities
- Benicia
- Dixon
- Fairfield (capoluogo)
- Rio Vista
- Suisun City
- Vacaville
- Vallejo

### Census-designated places
- Allendale
- Elmira
- Green Valley
- Hartley

## Infrastrutture e trasporti

### Principali strade ed autostrade
- Interstate 80
- Interstate 505
- Interstate 680
- Interstate 780
- California State Route 12
- California State Route 29
- California State Route 37
- California State Route 84
- California State Route 113